# Короваєво
Короваєво (біл. вёска Караваева) — село в складі Пуховицького району Мінської області, Білорусь. Село підпорядковане Пережирській сільській раді, розташоване в центральній частині області.